# Bagabag (Papua-Neuguinea)
Bagabag (veraltet auch Wagwag, Richinsel, Sir Robert Rich Insel) ist eine Vulkaninsel in der Astrolabe Bay von Papua-Neuguinea. Sie liegt 62 Kilometer nordöstlich von Madang-Stadt und ist in eineinhalb bis zweieinhalb Stunden mit dem Motorboot erreichbar.
Der Vulkan ist nicht mehr aktiv, anders als die Vulkane der benachbarten Inseln Karkar und Manam. Hauptort der Insel ist Badilu. Es gibt auf der Insel eine Gesundheitsstation und Grundschulen, jedoch keine Highschool. Die Gesundheitsstation wird vom Gaubin-Krankenhaus auf Karkar mit versorgt.

## Bevölkerung
Die Bevölkerung von Bagabag spricht die auch auf Karkar gesprochene austronesische Sprache Takia. Daneben gibt es Gedaged-Sprechende.
Die Mehrzahl der Bewohner lebt in unmittelbarer Nähe des Küstenstreifens, der mittlerweile fast durchgehend bebaut ist. Anders als auf der benachbarten Insel Karkar gibt es keine kommerziellen Plantagen auf Bagabag. Hauptanbauprodukte und Ernährungsgrundlage sind Bananen. 
Die Mehrzahl der Bevölkerung gehört der Evangelisch-Lutherischen Kirche von Papua-Neuguinea an. Daneben existieren einige kleinere christliche Gruppen. Örtlich gibt es noch einige Fälle leichter Lepra, eine Krankheit, die in Papua-Neuguinea sonst kaum noch existiert.

## Verwaltung
Bagabag gehört ebenso wie die größere Nachbarinsel Karkar zum Sumkar District der Provinz Madang.

## Meer
Die Riffe der Insel sind ausgesprochen artenreich. Für Fischer und Sport-Fischer bietet sich eine reiche Auswahl. Für die einheimische Bevölkerung ist der Fischfang ebenfalls eine wichtige Nahrungsquelle. Die die Insel umgebenden Strömungen machen das Tauchen jedoch zu einer Herausforderung. 

## Natur
Die meisten Vögel, Fledermäuse und Säugetiere können auch auf dem benachbarten Festland und Nachbarinseln gefunden werden. So kommt die hier beheimatete Nacktaugen-Fruchttaube auf einer Vielzahl der angrenzenden Inseln vor. Es gibt verwilderte Hausschweine, die regelmäßig durch systematisches Abbrennen der Weideflächen in die Enge gedrängt und gejagt werden.

## Verkehr und Tourismus
Bagabag ist touristisch kaum erschlossen. Es gibt jedoch die Möglichkeit über das Touristenbüro in Madang Übernachtungen zu buchen. Gelegentlich finden geführte Touren zum erloschenen Vulkankrater statt. Es gibt keinen Flugzeug-Landeplatz. Die Insel wird wöchentlich von kleinen Transportschiffen angefahren. Mit dem Motorboot ist die größere Nachbarinsel Karkar gut erreichbar. Von dort existieren bessere Verkehrsanbindungen.